# Osman Rustar-Taraki
Osman Taraki (ou Osman Rustar-Taraki), né le 2 février 1941 à Kaboul (Afghanistan) est un homme politique afghan, docteur en droit et sciences politiques, ex-professeur de l’université de Kaboul.
Ayant obtenu son doctorat à l’université Jean Moulin Lyon III, il a enseigné la science politique, le droit du travail et le droit constitutionnel en tant que professeur à l’université de Kaboul durant 15 ans.
Durant l’occupation soviétique de l’Afghanistan (1979-1989), il prend en avril 1980 la direction de deux formations clandestines qui consacraient la plupart de leurs activités à la propagande en distribuant les tracts incitant la population à la résistance.
Osman Taraki est arrêté le 11 mai 1982 par le parti communiste afghan au pouvoir et est condamné à 10 ans de prison. Il est libéré au terme de 5 ans de privation de liberté -dont 3 mois en isolement total, le 1er août 1987, à la suite d’efforts des organisations protectrices des droits de l’Homme en Europe, notamment Amnesty International, et des démarches efficaces du rapporteur de la commission des droits de l’Homme de l’ONU à Genève qui l'a rencontré à plusieurs reprises en prison.
Peu après sa sortie de prison, Osman Taraki dirige le parti secret de l’Unité nationale. Accusé d’avoir organisé un coup d'État, il a été arrêté pour la seconde fois le 29 mai 1989, puis libéré en décembre de la même année.
Après 18 mois de séjour au Pakistan, Osman Taraki a quitté l’Afghanistan le 12 janvier 1991 pour s'établir en France en tant que réfugié politique.
Depuis l’étranger, il a donné suite à ses activités politiques via deux formations politiques : Commission de la paix et de la liberté (2007) et Rassemblement national du salut de l’Afghanistan (2012).

## Origines
Abdul Aziz Taraki, grand-père paternel d'Osman Taraki, était fonctionnaire du ministère des finances, et un spirituel du district de Moqor (province de Ghazni). Son fils aîné, Mohamad Zaman Taraki, est né le 21 mars 1902 dans l'arrondissement de Dokohi (Moqor). Après avoir terminé ses études secondaires à Kaboul, il a d'abord travaillé en tant que secrétaire pour l'hebdomadaire Aman-é-afghan (1929). Puis il est devenu rédacteur en chef adjoint du journal Ehsla en 1930, sous la direction de Qadir Taraki.
À la suite de la création du ministère de l'Economie en collaboration avec Abdul Majid Zabeli, il fonde le magazine Economie, qu'il gère durant 13 années (1936-1949).
De 1950 à 1953, Zaman Taraki servit au cabinet de Shah Mahmud Khan en qualité de ministre de l'agriculture. Il est nommé au Sénat en 1964 -décennie de la Constitution-, et est décédé en 1985.
La mère d'Osman Taraki, Bibi Maryam, fille de Jalaluddin, est née et a fait ses études primaires à Hérat. Son père était lié à la dynastie Barakzai et sa mère à l'ethnie d'Abdul Rahimzai.

## Études et enseignement
Osman Taraki a obtenu son baccalauréat de philosophie-science au lycée franco-afghan Esteqlal de Kaboul en 1961. En 1964, il obtient sa licence de l’université de Kaboul. Un an plus tard, il effectue son service militaire obligatoire.
Dans le cadre du gouvernement de 1966 à 1968, il a d’abord été fonctionnaire du ministère de la planification économique.
Osman Taraki obtient son doctorat en droit et sciences politiques à l’université Jean Moulin Lyon III de 1968 à 1971. Le sujet de sa thèse était : La protection des principes des droits de l’Homme dans les constitutions modernes du Proche et du Moyen-Orient.
En 1972, il entre en tant que professeur à la faculté de droit et de sciences politiques de l’université de Kaboul. Il a enseigné durant 15 ans à la faculté de droit et sciences politiques de Kaboul, à l’institut diplomatique, à l’institut de sciences sociales, à l’institut judiciaire et à l’académie de police les matières suivantes : le droit constitutionnel, le droit du travail, les problèmes politiques contemporains, l'histoire politique de l’Europe.

## Lutte universitaire durant l’occupation soviétique en Afghanistan

### Première incarcération
Durant l’occupation soviétique, Osman Taraki a pris en avril 1980 la direction de deux formations clandestines de résistance : le Front de Libération de l’Afghanistan (FLA) et l’Association des Professeurs et Instituteurs (API).
L’API, créée parallèlement au FLA, rassemblait les instituteurs qui étaient en collaboration directe avec le FLA afin d’élargir la résistance intellectuelle contre l’occupant soviétique. Le FLA était une formation politique, tandis que l’API présentait un aspect associatif. Les deux formations consacraient la plupart de leurs activités à la propagande en distribuant les tracts incitant la population à la résistance dans le cadre de l’occupation soviétique. Compte tenu de l’infiltration d’agents du renseignement dans les rangs du FLA, 4 professeurs membres de cette formation ont été arrêtés et emprisonnés de mai à juin 1987.
Osman Taraki est emprisonné le 11 mai 1982. Il est libéré au terme de 5 ans de privation de liberté, le 1er août 1987, à la suite d’efforts des organisations protectrices des droits de l’Homme en Europe, notamment Amnesty International,,,, et des démarches efficaces du rapporteur de la commission des droits de l’Homme de l’ONU à Genève qui a rencontré Osman Taraki à plusieurs reprises en prison. Pour le KHAD (service de renseignement afghan) et le KGB (service de renseignement soviétique) en Afghanistan, parmi les professeurs arrêtés, il dirigeait les deux formations, concentrant les peines infligées :
- incarcération de 9 mois dans une cellule individuelle de la maison d’arrêt ;
- confiscation de ses biens ;
- condamnation à 10 ans d’emprisonnement, la plus lourde peine prononcée parmi les professeurs arrêtés.

Osman Taraki a passé sa détention de 9 mois dans la maison d’arrêt de la direction du renseignement afghan dans des conditions difficiles : aucune visite familiale ne lui était permise, et précarité matérielle (confiscation de radio, stylo, livre).
Un isolement total de 3 mois eut lieu pour cause de rébellion et par crainte de contagion d’idées politiques aux détenus de droit commun.
Par la suite, il purge sa peine dans des conditions de détention plus souples à la prison de Pol-e Tcharki, près de Kaboul.

### Seconde incarcération
Au cours de l’intensification de la guerre contre l’occupant soviétique, peu de temps après sa sortie de prison, Osman Taraki dirige le parti secret de l’Unité nationale afghane. Le but déclaré de ce groupement est d'instaurer par des voies pacifiques la démocratie et le respect des droits de l'Homme en Afghanistan. La direction du parti était composée de militaires et civils dont les plus notoires étaient : Dr Afzal Banwal (professeur à la faculté de l’enseignement et de l’éducation de l’université de Kaboul), Abdul Mohamed Wedjdani, Ali Mohamed Karzay (fonctionnaire du ministère de l’agriculture), Mohssen Formoli, Abdul Aziz Khayrkhwa, Colonel Abdul Djalil, Colonel Mohamad Hakim, Lieutenant-Colonel Abdul Satar.
Le parti de l’Unité nationale afghane exerçait une activité clandestine. Compte tenu de l'inclusion d'agents du renseignement communiste dans le parti, ses dirigeants ont été poursuivis et accusés d’avoir organisé un coup d'État. La participation des officiers de l’armée renforçait cette inculpation.
Les peines infligées s’étalaient de 9 mois à 10 ans d’emprisonnement. Osman Taraki, et des fondateurs du parti, est arrêté le 29 mai 1989 pour la seconde fois. Ayant subi de la torture psychologique, Osman Taraki est libéré de la maison d'arrêt de la 5e direction du KHAD en décembre 1989,, à la suite de pressions des organisations de défense des droits humains, en particulier Amnesty International, de Jean-Pierre Cot et Claude Birraux, députés, auprès des institutions européennes et françaises,, ainsi que de son frère Ehssan Roustamal, ancien professeur et diplomate.

## Suite de l'engagement politique
Osman Taraki a quitté l’Afghanistan le 12 janvier 1991 pour s'établir en France, après 18 mois de séjour au Pakistan.
Il a donné suite à ses activités politiques en Europe via deux formations politiques : la Commission de la paix et de la liberté (2007) et le Rassemblement national du salut de l’Afghanistan (2012).
La création desdites formations a coïncidé avec l’occupation de l’Afghanistan par la coalition militaire internationale dirigée par les États-Unis. Par le biais de leurs activités, Osman Taraki et ses alliés politiques ont souhaité le retrait de la coalition internationale d’Afghanistan, lequel a eu lieu en août 2021, à la suite de quoi, un régime théocratique s'est établi.

## Publications
Osman Taraki a publié plusieurs dizaines de documents écrits en pachto, dari et français dans les domaines du droit et de la politique, à l’intérieur et à l’extérieur de l’Afghanistan.
Ses principaux ouvrages sont :
- « Histoire politique de l’Europe » (langue dari, prépublication, Kaboul, 1971) ;
- « Évaluation juridique de la ligne Durand » (langue pachto, Kaboul, 2009) ;
- « L’Afghanistan dans le feu de la guerre » (langues pachto et dari, Peshawar, 2008) ;
- « La protection des principes des droits de l’Homme dans les constitutions modernes du Proche et du Moyen-Orient » (thèse de doctorat, Université Jean Moulin Lyon III, 1971, bibliothèque Cujas, Paris II, polycopié) ;
- « Les principes fondamentaux du droit constitutionnel libéral et socialiste » (langue dari, Université de Kaboul, 1972) ;
- « Fédéralisme et régimes politiques fédéraux » (langue dari, Université de Kaboul, 1972) ;
- « Les régimes politiques libéraux et socialistes » (langue dari, Université de Kaboul, 1981) ;
- « La structure du pouvoir selon les normes de la sociologie en Afghanistan » (langue dari, Peshawar, 1990) ;
- « La prison de Pol-e Tcharki, l’enfer du colonialisme russe en Afghanistan » (langues dari et anglais, Peshawar, 1991) ;
- « Les jugements des criminels de guerre en Afghanistan » (langue dari, Peshawar, 2000).

## Personnalités associées
- Nour Mohammad Taraki